# Khủng hoảng người tị nạn Rohingya 2015
Cuộc khủng hoảng người tị nạn Rohingya 2015 là sự cố đang diễn ra gắn liền với sự di dân bất hợp pháp của hàng nghìn người Rohingya từ Bangladesh và Myanmar, được phương tiện truyền thông quốc tế gọi chung là "thuyền nhân", tới Đông Nam Á bao gồm các nước Indonesia, Malaysia, Thái Lan bằng tàu thuyền vượt qua eo biển Malacca và biển Andaman.
Cao ủy Liên Hợp Quốc về người tị nạn ước tính có khoảng 25.000 người từ tháng 1-3/2015 lên thuyền vượt biên. Có những tuyên bố rằng khoảng 100 người đã thiệt mạng tại Indonesia, 200 tại Malaysia và 10 tại Thái Lan, khi bị những kẻ buôn người bỏ lại trên biển.

## Bối cảnh
Người Rohingya là người Hồi giáo nhóm dân tộc thiểu số sống tại bang Rakhine của Myanmar. Những người Rohingya được xét "không quốc tịch", chính phủ Myanmar đã từ chối công nhận là một trong những dân tộc trong đất nước. Vì những lý do này, người Rohingya không có sự bảo hộ hợp pháp và chỉ được coi là những người tị nạn từ Bangladesh và phải đối mặt với sự thù địch từ nước này. Để thoát khỏi tình trạng thảm khốc từ Myanmar, người Rohingya đã cố gắng di cư bất hợp pháp đến các nước Đông Nam Á, cầu xin sự hỗ trợ nhân đạo từ các nước.
Ngày 1/5/2015 khoảng 32 ngôi mộ nông đã được tìm ra trên khu vực hẻo lánh và núi đá gồ ghề ở Thái Lan, tại đây được gọi là" khu ngồi chờ" cho người di cư bất hợp pháp trước khi họ được đưa qua biên giới vào Malaysia. Duy nhất 1 người di cư Bangladesh còn sống trong tình trạng sức khỏe rất kém và đã được đưa tới một bệnh viện gần thị trấn biên giới Padang Besar để điều trị. Ngày 24/5/2015 hơn 30 ngôi mộ tập thể với gần hàng trăm thi thể, trại giam của kẻ buôn người nghi ngờ được cảnh sát Malaysia phát hiện tại 2 địa điểm khác nhau ở bang Perlis gần biên giới Thái Lan.

## Thống kê
Theo ước tính có khoảng 140.000 người trong số từ 800.000-1,1 triệu người Rohingya đã buộc phải tìm nơi ẩn náu tại các trại di dời sau cuộc bạo loạn bang Rakhine năm 2012. Để thoát khỏi sự trấn áp và chính sách khủng bố, hơn 100,000 người đã chạy trốn khỏi Myanmar bằng đường biển kể từ năm 2012. Một ước tính có khoảng 3000 thuyền nhân Myanmar và Bangladesh đã được giải cứu hoặc bơi vào bờ, và vài nghìn người vẫn bị mắc kẹt trên thuyền ngoài biển với rất ít thức ăn và nước. Cuộc khủng hoảng do những kẻ buôn người gây ra.

## Sự phản ứng
Ban đầu chính phủ Malaysia từ chối bất cứ sự cung cấp hỗ trợ nào cho người tị nạn tiếp cận vào bờ nhưng đồng ý "cung cấp đồ dự phòng và chuyển hết đi". Sau đó Malaysia và Indonesia đồng ý cung cấp nơi cư trú tạm thời cho người chạy trốn ở Myanmar. Thái Lan cũng tuyên bố sẵn sàng cung cấp hỗ trợ nhân đạo cho thuyền nhân và sẽ không quay lưng với bất kỳ thuyền nào vào hải phận của mình.
Ngoại trưởng Úc Julie Bishop nói về thuyền nhân "Họ tin rằng có khoảng 7.000 người trên biển, họ nghĩ rằng khoảng 30-40% là người Rohingya, số còn lại là Bangladesh, và họ không phải là, theo từ ngữ của phía Indonesia, những người tị nạn, họ không phải là người bỏ trốn, họ là những lao động bất hợp pháp, họ được hứa hẹn hoặc đang tìm việc làm ở Malaysia". Bộ Ngoại giao Hoa Kỳ cũng bày tỏ thiện chí của mình để hỗ trợ người tị nạn Rohingya như là một phần trách nhiệm của Quốc tế.
Ngày 19/5/2015, Bộ Ngoại giao Myanmar ra thông cáo nêu rõ Myanmar chia sẻ mối quan ngại với cộng đồng quốc tế và sẵn sàng cung cấp cứu trợ nhân đạo cho bất cứ thuyền nhân nào trên biển.
Ngày 20/5/2015 Chính phủ Gambia bày tỏ mong muốn sẽ đón nhận tất cả người di cư Rohingya của Myanmar như một phần "nghĩa vụ thiêng liêng" của mình là giảm bớt nỗi đau của người Hồi giáo. Theo kế hoạch, Gambia sẽ đưa những người này vào các trại tị nạn. Cùng ngày Ngoại trưởng 3 nước Indonesia, Malaysia, Thái Lan đã nhóm họp để giải quyết khủng hoảng, các bên đã thống nhất được một số biện pháp tạm thời giải quyết cuộc khủng hoảng. Indonesia, Malaysia và Thái Lan cam kết sẽ tiếp tục hỗ trợ nhân đạo cho thuyền nhân.
Các quốc gia ASEAN cũng kêu gọi triệu tập một cuộc họp khẩn cấp của các Bộ trưởng ASEAN về tội phạm xuyên quốc gia để giải quyết cuộc khủng hoảng này.
Ngày 21/5/2015 chính quyền Myanmar đã ra thông báo đồng ý tham gia đàm phán cấp khu vực về vấn đề người di cư Rohingya tại Bangkok vào ngày 29/5.
Tổng thống Mỹ Barack Obama kêu gọi Myanmar chấm dứt phân biệt đối xử chống lại người thiểu số Rohingya vào ngày 02 tháng 6 năm 2015.